# Corruzione in Corea del Nord
La corruzione nella società nordcoreana è un problema sempre più diffuso e in crescita. Nel 2013 il paese, in un'analisi svolta da Transparency International, si è classificata 175ª in una classica su 177 paesi sull'indice di percezione della corruzione. Ad esempio, le norme imposte dal regime che vietano l'accesso ai media stranieri o la modifica dei ricevitori radiofonici o televisivi, le quali prevedono punizioni draconiane, vengono comunemente eluse offrendo tangenti alla polizia.
Nel dicembre del 2013, i media statali hanno ammesso per la prima volta la diffusione della corruzione in Corea del Nord, in occasione della presentazione delle accuse contro il politico Chang Sung-taek in seguito alla sua esecuzione. La dichiarazione menzionava la corruzione, la deviazione dei materiali, la vendita di risorse e terreni, la garanzia di fondi e lo spreco di denaro per uso privato da organizzazioni sotto il suo controllo.